# Mörike-Preis der Stadt Fellbach
Der Mörike-Preis der Stadt Fellbach ist ein Literaturpreis, den die Stadt Fellbach seit 1991 alle drei Jahre vergibt. Er wird verliehen zum Gedächtnis an Eduard Mörike, der 1873 einige Zeit in Fellbach lebte.
Die Auszeichnung ist mit 15.000 Euro dotiert. Ausgezeichnet werden deutschsprachige Dichter und Schriftsteller, die durch die Qualität ihres Schaffens würdig erscheinen, im Namen von Eduard Mörike geehrt zu werden.
Die Jury, bestehend aus einem Vertreter des Deutschen Literaturarchivs Marbach und einem ordentlichen Professor für Literatur an einer deutschsprachigen Universität, wählt eine Vertrauensperson, die in alleiniger Verantwortung den Preisträger benennt.
Mit dem Mörike-Preis ist ein mit 3000 Euro dotierter Förderpreis verbunden, der auch an fremdsprachige Autoren vergeben werden kann. Der Förderpreisträger wird vom Hauptpreisträger bestimmt.
Die Preisverleihung, die jeweils im Frühjahr stattfindet, ist verbunden mit den Fellbacher Literaturtagen, die sich mit dem Werk des Preisträgers, aber auch immer wieder mit den Werken Mörikes beschäftigen. In der sogenannten „Mörike-Rede“ beleuchtet der Preisträger seine Sicht auf den deutschen Lyriker.

## Preisträger
- 1991 Wolf Biermann, Förderpreis: Utz Rachowski
- 1994 Sigrid Damm, Förderpreis: Róža Domašcyna
- 1997 W. G. Sebald, Förderpreis: Wolfgang Schlüter
- 2000 Robert Schindel, Förderpreis: Doron Rabinovici
- 2003 Brigitte Kronauer, Förderpreis: Elisabeth Binder
- 2006 Michael Krüger, Förderpreis: Andrzej Kopacki
- 2009 Ernst Augustin, Förderpreis: Sandra Hoffmann
- 2012 Jan Peter Bremer, Förderpreis: Konstantin Ames
- 2015 Jan Wagner, Förderpreis: Andre Rudolph
- 2018 Elke Erb, Förderpreis: Marie T. Martin
- 2021 Leif Randt, Förderpreis: Olivia Wenzel
- 2024 Jaroslav Rudiš, Förderpreis: Alice Horáčková